# 289020 Ukmerge
289020 Ukmerge è un asteroide della fascia principale. Scoperto nel 2004, presenta un'orbita caratterizzata da un semiasse maggiore pari a 2,3942022 UA e da un'eccentricità di 0,1281970, inclinata di 3,35383° rispetto all'eclittica.
Appartiene alla famiglia di asteroidi Clarissa. 